# Faiditus sullana
Faiditus sullana är en spindelart som först beskrevs av Harriet Exline 1945.  Faiditus sullana ingår i släktet Faiditus och familjen klotspindlar.
Artens utbredningsområde är Peru. Inga underarter finns listade i Catalogue of Life.